# Bjelobrki zovoj
Bjelobrki zovoj (lat. Procellaria aequinoctialis) je vrsta morske ptice roda Procellaria. Živi u Južnom oceanu, Australiji, Peruu i Namibiji. Velika je 55 cm i smeđe je boje. Noge su joj crne boje. Kljun je žut i ima crnu pjegu. Okvirna populacija ovih ptica je 7 000 000 jedinki.

## Prehrana
Hrani se krilom, ribom, rakovima i glavonošcima. Hranu uglavnom nalazi na površini vode, ali nekad i roni da je nađe. Često slijedi ribarske brodove, da pojede riblje iznutrice.

## Razmnožavanje
Oba spola sudjeluju u pravljenju gnijezda. U gnijezdu se nalazi jedno bijelo jaje. Oba roditelja pomažu u brizi za ptića. Najveća prijetnja jajima i mladima su mačke i štakori.              

## Vanjske poveznice
- oceanwanders.com  Arhivirana inačica izvorne stranice od 27. studenoga 2010. (Wayback Machine)

Ostali projekti
|  | Zajednički poslužitelj ima stranicu o temi Procellaria aequinoctialis    |
|  | Zajednički poslužitelj ima još gradiva o temi Procellaria aequinoctialis |
|  | Wikivrste imaju podatke o taksonu Procellaria aequinoctialis             |